# Klitchaw
Klitchaw (en biélorusse : Клічаў, en lacinka : Kličaŭ) ou Klitchev (en russe : Кличев) est une ville de la voblast de Moguilev, en Biélorussie, et le centre administratif du raïon de Klitchaw. Sa population s'élevait à 7 457 habitants en 2017.

## Géographie
Klithaw est arrosée par la rivière Olsa et se trouve à 80 km au sud-ouest de Moguilev et à 126 km au sud-est de Minsk.

## Histoire
Klitchaw est mentionné pour la première fois en 1592 comme le village de Klitchevo de la voïvodie de Vitebsk, dans le grand-duché de Lituanie. Après la deuxième partition de la Pologne, en 1793, Klitchaw fut incorporée dans l'Empire russe, d'abord dans l'ouïezd d'Orcha, puis dans celui d'Igoumen du gouvernement de Minsk. Au recensement de 1897, il y avait 608 habitants, un moulin, une école et une église orthodoxe. Il s'y tenait deux foires annuelles. En 1901, une verrerie y fut établie. En 1924, Klitchaw devint un centre d'ouïezd et accéda au statut de commune urbaine en 1938. Pendant la Seconde Guerre mondiale, la région de Klitchaw connut une importante activité des partisans luttant contre les forces de l'Allemagne nazie. La ville fut libérée le 28 juin 1944 par le premier front biélorusse de l'Armée rouge. Klitchaw fait partie de la voblast de Moguilev depuis 1954. Elle accéda au statut de ville le 11 septembre 2000.

## Population
Recensements (*) ou estimations de la population :
| 1865 | 1897 | 1933  | 1959* | 1970* | 1979* |
| ---- | ---- | ----- | ----- | ----- | ----- |
| 427  | 528  | 1 900 | 3 283 | 4 683 | 7 021 |

| 1989* | 2009* | 2014  | 2015  | 2016  | 2017  |
| ----- | ----- | ----- | ----- | ----- | ----- |
| 8 073 | 7 100 | 7 382 | 7 407 | 7 423 | 7 457 |

## Économie
Le travail du bois est la principale activité de Klitchaw.